# Bareh Bījeh
Bareh Bījeh (persiska: بره بیجه) är en ort i Iran.   Den ligger i provinsen Ilam, i den västra delen av landet, 500 km sydväst om huvudstaden Teheran. Bareh Bījeh ligger 124 meter över havet och antalet invånare är 248.
Terrängen runt Bareh Bījeh är platt åt sydväst, men åt nordost är den kuperad. Runt Bareh Bījeh är det glesbefolkat, med 10 invånare per kvadratkilometer. Närmaste större samhälle är Mūsīān, 11,1 km väster om Bareh Bījeh. Trakten runt Bareh Bījeh är ofruktbar med lite eller ingen växtlighet.